# 李サビク
李 サビク（イ・サビク、朝鮮語: 이싸빅、1973年5月29日 - ）は、ユーゴスラビアトゥズラ（現：ボスニア・ヘルツェゴビナ領）出身のクロアチア系韓国人サッカー選手。ポジションはDF。2004年に韓国に帰化した。帰化以前の名前はヤセンコ・サビトヴィッチ（Jasenko Sabitović）。
当時ユーゴスラビア領であったトゥズラでボスニア人の父とクロアチア人の母の間に生まれる。1995年にはU-21クロアチア代表としてU-21欧州選手権予選リーグの5試合に出場した。